# Норберт Гофер
Норберт Гофер (нім. Norbert Hofer; нар. 2 березня 1971, Ворау) — австрійський політик, член Партії свободи. Кандидат у президенти на виборах у 2016 р.
У 1990 р. він закінчив Технічний коледж авіаційних технологій в Айзенштадті. До 1994 р. він працював в авіакомпанії Lauda Air. З 1996 по 2007 рр. Гофер був секретарем Партії свободи у Бургенланді, з 2006 р. — заступник голови. З 1997 по 2007 рр. він входив до ради міста Айзенштадт.
У 2006 р. він вперше отримав мандат члена Національної ради, переобирався у 2008 і 2013 рр. У 2013 р. він став віце-спікером парламенту Австрії.